# 投票げぇむ あなたに黒き一票を
『投票げぇむ あなたに黒き一票を』（とうひょうげぇむ あなたにくろきいっぴょうを）は、原作：ごぉ・構成：CHIHIRO・作画：たつひこによる日本の漫画作品。『月刊ビッグガンガン』（スクウェア・エニックス）にて、2014年Vol.05から2015年Vol.09まで連載された。

## ストーリー
新学期。クラス替えによって2年A組となった生徒全員に、メールが届く。それは佐藤和人が企画した、クラス全員による人気投票の案内だった。呆れつつも鷹山修介ら2年A組の面々はその企画に参加する。男女ランダムに選ばれた5人で人気投票を行い、最下位の者が抜けて行き、最終的な“人気者”は誰か決めるという概要だった。しかし1回目の投票で最下位となった女生徒が自殺。そこから2年A組は、抜けだせない“投票げぇむ”へと足を踏み入れることになる。

## 主な登場人物
鷹山 修介（たかやま しゅうすけ）
本作の主人公。出席番号18番。去年転校してきた。地味で目立たないごく普通の生徒というのは本人の弁。投票げぇむで皆が助かる道を模索するが、逆に皆から黒幕だと疑われる立場となる。
ゲームが進むにつれて、若葉を守ることを優先した行動が多くなっていく。そのために6回目の投票で自ら棄権しようとしたり、10回目の投票で自ら眼球を若葉に献上したりした。しかし11回目の投票で若葉を怪しみ、麻里那と協力して鎌をかけた。
麻里那の母親の墓前にて、麻里那を殺して（投票して）生き残るよう麻里那から指示され、その通りに麻里那を殺そうとしたところ、寸前で麻里那の気が変わり首を切られて死亡する。
大月 若葉（おおつき わかば）
本作のヒロイン。出席番号6番。佐藤和人とは幼馴染。明るい性格で、去年一緒のクラスだった修介ともすぐに打ち解ける。一方でやや思いつめる傾向にある。何度かルールに抵触しかけて死の危機に瀕している。
今回の「投票げぇむ」の投票管理人を務めていた。前述の死の危機も、ルールを把握したうえで自らの疑いを逸らすために演出したものだった。11回目の投票でゲームが終わったと思いこみ、修介にその事実を暴露する。直後、麻里那により両腕を切断され、修介からも見放されたことを悟ると、自ら教室の窓ガラスで自分の首を切り自殺した。
山村 麻里那（やまむら まりな）
この春からの転校生。出席番号39番。ブレザーが制服のクラス内で、唯一セーラー服を着用している。投票げぇむのことを「ただの数取りゲーム」と一蹴し、極めて沈着冷静にゲームを進めていく。また、ナイフを所持しており、状況によりそれを躊躇いなく振るうこともある。
18年前に行われた「投票げぇむ」の生き残りである山村麻里那の娘で、修介とは双子の兄妹の関係である。
今回の「投票げぇむ」の唯一の生き残りとなり、1年後に自分の子供を出産している。
佐藤 和人（さとう かずと）
大月若葉の幼馴染。出席番号14番。ファーストフード店のフライドポテトが好き。クラス全員のメアドを入手し、自ら投票プログラムを組んで今回の人気投票を企画した。それは純粋にクラス内の親睦を深めるためだった。
2回目の投票で得票最下位となったため、屋上から転落して死亡する。
伊達 留美子（だて るみこ）
真面目な女生徒。出席番号19番。昨年はクラス委員を務めていた。最初は人気投票のことを「いじめ」と一蹴していたが、ゲームが進むにつれて積極的にゲームに参画していく。
3回目の投票で唯一自分に投票した修介に対して恩を感じ、ゲームが進むにつれて修介に対する恋愛感情となっていった。しかし、9回目の投票で修介から「愛する人の名前を述べる」という形で投票されることを拒絶し、得票最下位となりトラックに轢かれて死亡した。
中島 沙耶（なかじま さや）
病弱な女子生徒。出席番号25番。1年の時は、病弱な体質ゆえ頻繁に欠席していた。
4回目の投票(この時点では、棄権した者または0票の候補者だけが死亡すると思われていた)では、修介、長瀬郁美、金井由佳とともに女子全員に投票させるべく奔走し、ギリギリで全女子に投票させることに成功した。しかし、最下位に投票したため落下してきた窓ガラスで下半身が切断されて死亡する。
6回目の投票にて、葬儀の最中、麻里那に棺桶から引きずり出されて制服のリボンを奪われた。さらに自身の葬式の香典を麻里那に盗まれ、7回目の投票に利用されるなど、死後も不遇な扱いを受ける。
利根川 慎二（とねがわ しんじ）
リーダーシップを発揮する男子生徒。出席番号22番。父は警察官。ゲームを捜査しようとしない父や警察に失望し、自分でゲームを解決しようと犠牲を前提としたうえでできる最善の手を打とうとする。麻里那を投票管理人と睨み、彼女に投票を棄権させることを狙っていた。
6回目の投票で得票最下位となったため、心臓発作で死亡する。
乾 孝太郎（いぬい こうたろう）
若葉のことが好きな男子生徒。出席番号1番。5回目の投票にて、若葉を救うべく慎二の指示に逆らって若葉に投票しようとしたところを取り押されられ、強制的に三浦遙に投票させられる。
この時、三浦遙を三浦遥と書き間違えて投票したことで投票棄権と見なされ、窓ガラスで頭に重症を負い、麻里那に介錯される形で首を切られて死亡する。その後、遺体は麻里那によって埋葬された。
後に、乾に送られてきたメールだけ全候補者の名前の漢字表記が誤っており、誤字によって投票棄権になるよう仕向けられていたことが発覚する。
長瀬 郁美（ながせ いくみ）
陸上部所属の気の強い女子生徒。出席番号26番。過保護なまでに中島を気にかけている。4回目の投票で、修介、中島、金井と共に全女子に投票させるべく奔走したものの、中島が死亡したことで修介とは険悪になる。
7回目の投票にて、和人と結託して人気投票を盛り上げようとお宝写真を提供していたこと、中島が死亡したことに自責の念を感じそれを修介にぶつけていたことを打ち明け、修介から100万円を受け取って和解し共闘を誓う。しかし、修介が登校してすぐに100万円が入ったリュックを伊達が触れたことで投票が成立していたため、長瀬への投票とはならなかった。
投票最下位のため屋上から転落し、落下地点付近にいた同じく最下位の三浦遙、宮本あさひを巻き込んで死亡する。
村雨 将悟（むらさめ しょうご）
粗野な男子生徒。出席番号37番。1年のころは野球部に所属していたが、マネージャーへ強姦事件を起こし退部。3回目の投票の際に目撃した児玉梨乃の写真を脅迫のネタとし、彼女と肉体関係を持っていた。そのことを留美子にバラされ逆上し、女子の全滅を狙い投票箱を破壊するという行動に出る。
9回目の投票で牧本優花に背中を刺され殺害されるが、死の間際に梨乃への投票は成立させたため、棄権とはならなかった。
児玉 梨乃（こだま りの）
気弱な女生徒。出席番号12番。3回目の投票での出来事をネタに村雨から脅迫される立場となる。6回目の投票では、麻里那を棄権させようとする慎二の計画を、村雨が賛同したからという理由で本人の前で暴露し、計画を頓挫させた。7回目の投票では村雨の投票のための100万円を工面するために援助交際を行っていると示唆される場面が描かれている。
9回目の投票で村雨が死に、守本敦から自分への好意を告白される。10回目の投票で守本から彼自身の目を抉ることを促されるが、ゲームを通しても普通でいたかったと守本に言い残し自殺する（その後守本も後を追うように自殺した）。
守本　敦（もりもと　あつし）
小柄で眼鏡を掛けた男子生徒。出席番号38番。児玉梨乃の事が好きで9回目の投票時に告白をした。10回目の投票で麻里那に片目を抉られてしまう。児玉に自分の目を抉るよう提案したが、彼女が自殺してしまい、後を追うように首を吊った。

## ゲームのルール
- 2年A組の男女の人気投票を交互に行う。
- 生き残っている生徒の中から、ランダムに5人の候補者が選出される。ただし、ゲーム終盤になり生存者が減った場合はこの限りではない。異性は候補者の中から任意の一人に投票する。
- 最下位となった生徒及び、最下位の生徒に投票した生徒には罰が与えられる。最下位となった生徒が複数いた場合も同様。
- ただし、誰かが投票を棄権した場合は投票結果は無効となり、棄権した者全てに罰が与えられる。
- 候補者および投票方法は、随時2年A組の携帯メールに通知される。

## ゲームの流れ
第1回人気投票
投票方法：投票サイトで投票する。
候補者：岩田ひかり・伊達留美子・中島沙耶・牧本優花・山村麻里那
死亡者：岩田ひかり（得票最下位）
第2回人気投票
投票方法：投票サイトで投票する。
候補者：宇都宮雅史・国靖純一・佐藤和人・鷹山修介・中村忠則
死亡者：佐藤和人・中村忠則（得票最下位）
第3回人気投票
投票方法：投票サイトで投票する。
候補者：金井由佳・伊達留美子・富山美咲・根岸葉月・布袋真希
死亡者：宇都宮雅史・他5名（投票棄権）、藤間太陽（事故死）
第4回人気投票
投票方法：投票サイトで投票する。
候補者：榎本秀男・根田道長・鷹山修介・利根川慎二・中河隼
死亡者：榎本秀男・根田道長・中河隼（得票最下位）、中島沙耶・西野奈々・他4名（最下位に投票）
第5回人気投票
投票方法：教室に設置された投票箱に候補者の名前を書いた紙を入れる。
候補者：大月若葉・島川惟・長瀬郁美・野村陽葵・三浦遙
死亡者：乾孝太郎（投票棄権）
第6回人気投票
投票方法：候補者に制服のリボンを手渡す。
候補者：岡崎涼太・国靖純一・鷹山修介・利根川慎二・村雨将悟
死亡者：利根川慎二（得票最下位）
第7回人気投票
投票方法：候補者に100万円を手渡す。
候補者：伊達留美子・長瀬郁美・牧本優花・三浦遙・宮本あさひ
死亡者：長瀬郁美・三浦遙・宮本あさひ（得票最下位）
第8回人気投票
投票方法：候補者と性行為を行う。
候補者：岡崎涼太・国靖純一・鷹山修介・東条大和・村雨将悟
死亡者：岡崎涼太・国靖純一・東条大和（得票最下位）、椎名華音・富山美咲・野村陽葵（最下位に投票）
第9回人気投票
投票方法：候補者に自分の愛する人の名前を教える。
候補者：児玉梨乃・島川惟・伊達留美子・牧本優花・山村麻里那
死亡者：村雨将悟（殺害）、島川惟・伊達留美子・牧本優花（得票最下位）
第10回人気投票
投票方法：候補者の眼球を手に入れる。
候補者：鷹山修介・守本敦
死亡者：児玉梨乃（投票棄権）、守本敦（自殺）
第11回人気投票
投票方法：候補者にクラスメイトの首を切って手渡す。
候補者：大月若葉・山村麻里那
死亡者：大月若葉（自殺）、鷹山修介（投票棄権）

## 単行本
- 原作：ごぉ・構成：CHIHIRO・作画：たつひこ 『投票げぇむ あなたに黒き一票を』 スクウェア・エニックス（ビッグガンガンコミックス）、全3巻
  1. 2014年11月25日発売、ISBN 978-4-7575-4484-0
  2. 2015年5月25日発売、ISBN 978-4-7575-4652-3
  3. 2015年10月24日発売、ISBN 978-4-7575-4777-3